# Corrente do Brasil

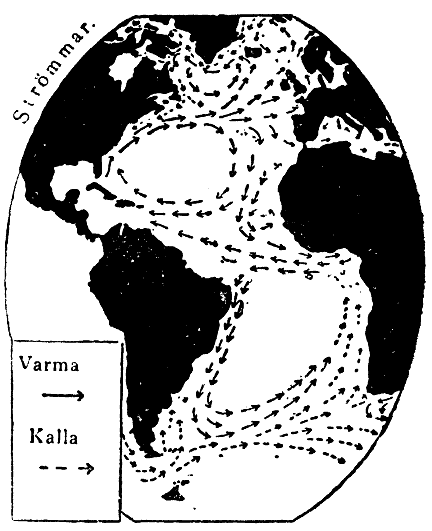
Correntes do Oceano Atlântico

A Corrente do Brasil é uma corrente oceânica quente do Oceano Atlântico Sul cujo movimento é paralelo à costa leste da América do Sul. Após cruzar a altura do Rio da Prata encontra-se com a Corrente das Malvinas, uma corrente fria, ao sul do paralelo